# Поздравите Краља Џулијена
Поздравите Краља Џулијена (енгл. All Hail King Julien) је америчка компјутерски урађена анимирана серија за децу. У центру збивања је краљ Џулијен, лик из филма Мадагаскар, његових наставака и анимиране серије Пингвини са Мадагаскара компаније DreamWorks. Радња се одвија на острву Мадагаскар, пре дешавања првог филма.

## Радња
У анимираној серији пратимо живот блесавог владара лемура, Краља Џулијена XIII и његових слугу Мориса, Морта, као и шефице обезбеђења Кловер. Главни зликовци су фаналока Карл и Кловерина сестра близнакиња Кримсон, који желе да му отму престо. На крају четврте сезоне, краљ Џулијен бива збачен са престола и изгнан од стране Котоа и његове војске.

## Емитовање у Србији
У Србији цртана серија је синхронизована са премијерним емитовањем кренула 11. новембра 2017. године на Минимакс ТВ. Синхронизацију је радио студио Студио. Тренутно је само прва сезона синхронизована. Нема ДВД издања.

## Улоге
| Улога        | Глас |
| ------------ | ---- |
| Краљ Џулијен |      |
| Морис        |      |
| Морт         |      |
| Кловер       |      |
| Карл         |      |
| Жижи         |      |
| Кримсон      |      |